# Ricardo Mello
Ricardo Mello (Campinas, 21 december 1980) is een Braziliaans tennisser, die in 1999 tot het professionele tenniscircuit toetrad.
Mello won in 2004 zijn enige ATP-toernooi via een zege op Vincent Spadea tijdens het toernooi van Delray Beach. 
Daarnaast was Mello succesvol met vijftien toernooizeges op de Challenger tour.

## Palmares

#### Enkelspel
| Legenda                       | Legenda               |
| ----------------------------- | --------------------- |
| Grand Slam                    |                       |
| Olympische Spelen             |                       |
| tot 2009                      | vanaf 2009            |
| Tennis Masters Cup            | ATP Finals            |
| ATP Masters Series            | ATP Tour Masters 1000 |
| ATP International Series Gold | ATP Tour 500          |
| ATP International Series      | ATP Tour 250          |

| Nr.              | Datum             | Toernooi         | Ondergrond | Tegenstander in finale | Score       | Details |
| ---------------- | ----------------- | ---------------- | ---------- | ---------------------- | ----------- | ------- |
| Gewonnen finales |                   |                  |            |                        |             |         |
| 1.               | 19 september 2004 | ATP Delray Beach | Hardcourt  | Vincent Spadea         | 7–6(2), 6–3 | Details |

## Prestatietabel
| Legenda | Legenda                          |
| ------- | -------------------------------- |
| g.t.    | geen toernooi gehouden           |
| l.c.    | lagere categorie                 |
| –       | niet deelgenomen                 |
| G       | uitgeschakeld in de groepsfase   |
| 1R      | uitgeschakeld in de eerste ronde |
| 2R      | uitgeschakeld in de tweede ronde |
| 3R      | uitgeschakeld in de derde ronde  |
| 4R      | uitgeschakeld in de vierde ronde |
| KF      | uitgeschakeld in de kwartfinale  |
| HF      | uitgeschakeld in de halve finale |
| F       | de finale verloren               |
| W       | het toernooi gewonnen            |
| w-v     | winst/verlies-balans             |

### Prestatietabel grand slam, enkelspel
| Toernooi        | 2004 | 2005 | 2006 | 2010 | 2011 | 2012 |
| --------------- | ---- | ---- | ---- | ---- | ---- | ---- |
| Australian Open | 1R   | 2R   | 1R   | –    | 1R   | 2R   |
| Roland Garros   | 1R   | 1R   | –    | 1R   | 1R   | –    |
| Wimbledon       | –    | 1R   | –    | 1R   | 2R   | –    |
| US Open         | 3R   | 2R   | –    | 2R   | 1R   | –    |

### Prestatietabel grand slam, dubbelspel
| Toernooi        | 2005 | 2011 | 2012 |
| --------------- | ---- | ---- | ---- |
| Australian Open | 1R   | –    | 3R   |
| Roland Garros   | 2R   | –    | –    |
| Wimbledon       | 1R   | 1R   | –    |
| US Open         | –    | –    | –    |